# The Curious Case of Natalia Grace
The Curious Case of Natalia Grace  est un documentaire américain en trois saisons de 16 épisodes diffusée  du 29 mai 2023 au 10 janvier 2025 sur la chaîne Investigation Discovery. Réalisée par Eric Evangelista, la série explore l’affaire controversée de Natalia Grace Barnett, une enfant ukrainienne adoptée par une famille américaine, qui affirme par la suite qu’elle serait une femme adulte se faisant passer pour une enfant.

## Synopsis
La série retrace l’histoire de Natalia Grace, une orpheline originaire d’Ukraine adoptée en 2010 par Kristine et Michael Barnett, dans l’Indiana (États-Unis). Peu après l’adoption, les parents déclarent que Natalia est en réalité une femme adulte atteinte de nanisme, qui aurait tenté de leur nuire. Ils l'abandonnent finalement dans un appartement, provoquant une controverse juridique et médiatique nationale. La mini-série mêle témoignages, documents d’archives et reconstitutions dramatisées pour exposer les différents points de vue de cette affaire troublante.

## Production
The Curious Case of Natalia Grace est produite par Hot Snakes Media, connue pour ses documentaires à sensation sur des affaires criminelles et controversées. La série est dirigée par Eric Evangelista et produite par Stephanie Angelides.

## Distribution
La série documentaire The Curious Case of Natalia Grace présente plusieurs intervenants clés :
- Natalia Grace: figure centrale de l’histoire, elle partage son vécu et ses perspectives tout au long de la série.
- Kristine Barnett: mère adoptive de Natalia, elle est l’une des principales narratrices de la première saison.
- Michael Barnett : père adoptif de Natalia, il intervient également dans la première saison pour exposer sa version des faits.
- Cynthia et Antwon Mans : deuxième famille d’accueil de Natalia, ils apparaissent dans la deuxième saison, Natalia Speaks, pour partager leur expérience.
- Nicole et Vince DePaul : actuellement en charge de Natalia, ils sont présentés dans la troisième saison, The Final Chapter, illustrant son parcours vers l’indépendance.

## Diffusion
The Curious Case of Natalia Grace a été diffusée sur plusieurs plateformes :
- Investigation Discovery (ID) : la première saison a été diffusée à partir du 29 mai 2023.
- Hulu : diffusion de la deuxième saison, Natalia Speaks, en janvier 2024.
- Max (anciennement HBO Max) : disponibilité de toutes les saisons, y compris la troisième, The Final Chapter, diffusée en janvier 2025.
- Discovery+ : toutes les saisons sont accessibles en streaming.
- Amazon Prime Video : la première saison est disponible à l’achat ou via un abonnement Discovery+.

## Résumé des saisons
Chaque saison de la série documentaire The Curious Case of Natalia Grace adopte un point de vue distinct sur l’affaire entourant Natalia Grace Barnett.
	•	La première saison, diffusée en mai 2023, présente essentiellement le point de vue de Kristine et Michael Barnett, les parents adoptifs de Natalia. Ils affirment que Natalia, présentée comme une enfant ukrainienne, serait en réalité une adulte se faisant passer pour une mineure, et détaillent les comportements qu’ils jugent inquiétants, ainsi que les procédures judiciaires engagées.
	•	La deuxième saison intitulée Natalia Speaks et diffusée en janvier 2024, donne la parole à Natalia Grace elle-même. Elle y conteste les accusations de ses anciens parents adoptifs, affirme avoir été maltraitée et raconte sa version des faits, offrant ainsi un contrepoint aux affirmations des Barnett.
	•	La troisième saison intitulée The Final Chapter et diffusée en janvier 2025, explore la vie de Natalia après son passage chez la famille Mans. Elle retrace ses difficultés, son déménagement chez la famille DePaul à New York, et met en lumière son cheminement personnel et ses tentatives pour se reconstruire.

## Tableau récapitulatif
| Saison | Titre                             | Année de diffusion | Épisodes | Première diffusion | Dernière diffusion | Point de vue principal                        | Durée moyenne  |  |
| ------ | --------------------------------- | ------------------ | -------- | ------------------ | ------------------ | --------------------------------------------- | -------------- |  |
| 1      | The Curious Case of Natalia Grace | 2023               | 6        | 29 mai 2023        | 31 mai 2023        | Les Barnett                                   | Environ 45 min |  |
| 2      | Natalia Speaks                    | 2024               | 6        | 2 janvier 2024     | 6 janvier 2024     | Natalia Grace                                 | Environ 45 min |  |
| 3      | The Final Chapter                 | 2025               | 4        | 2 janvier 2025     | 10 janvier 2025    | Natalia Grace (après les Barnett et les Mans) | Environ 45 min |  |
| Total  |                                   |                    | 16       |                    |                    |                                               |                |  |

## Réception
La série a suscité des réactions contrastées. Certains critiques ont salué la narration captivante et la complexité de l’affaire présentée. D’autres ont reproché à la série un ton sensationnaliste et une mise en scène dramatique pouvant nuire à l’objectivité. La première saison, en particulier, a été critiquée pour son traitement déséquilibré de l’histoire, laissant les spectateurs avec plus de questions que de réponses.